# Donahoe Higher Education Act
De Donahoe Higher Education Act is een statuut van de Amerikaanse deelstaat Californië uit 1960 waarin het California Master Plan for Higher Education officieel ingevoerd wordt. De wet werd op 27 april 1960 ondertekend door gouverneur Pat Brown. 
Het plan werd uitgedacht door de regenten van de Universiteit van Californië en het State Board of Education tijdens Pat Browns ambtstermijn als gouverneur. In dat plan stelden zij een coherent systeem voor hoger onderwijs voor. Daarin kregen de bestaande spelers - de Universiteit van Californië, de California State Colleges (tegenwoordig de California State University) en het Community Colleges System - een specifieke rol toebedeeld.
De wet is naar Dorothy Donahoe genoemd, een lid van het California State Assembly die aanleiding had gegeven tot het onderzoek dat voorafging aan het masterplan en die er zelf een grote voorstander van was. Zij stierf echter op 4 april 1960.